# Sergei Wassiljewitsch Choroschun
Sergei Wassiljewitsch Choroschun (russisch Сергей Васильевич Хорошун; * 27. Juni 1980 in Swerdlowsk, Russische SFSR) ist ein russischer Eishockeytorwart.

## Karriere
Sergei Choroschun begann seine Karriere als Eishockeyspieler bei Dinamo-Energija Jekaterinburg, für die er bis 2004 in der russischen Superliga und in der Wysschaja Liga aktiv war. Anschließend spielte er in der folgenden Spielzeit für den Kristall Saratow, den er während der Spielzeit 2004/05 Richtung Torpedo Nischni Nowgorod verließ. 2006 kehrte der Torwart nach Jekaterinburg zurück. Nach nur einer Saison wurde er von Neftechimik Nischnekamsk unter Vertrag genommen. In der Saison 2009/10 stand er im Tor des Witjas Tschechow. 2010 wechselte er zum zweitklassigen Krylja Sowetow Moskau.
Nachdem die Profiabteilung von Krylja Sowetow Moskau aufgelöst worden war, schloss er sich zur Saison 2011/12 dem HC 05 Banská Bystrica aus der slowakischen Extraliga an. 